# Рачинська сільська рада (Дубенський район)
Ра́чинська сільська́ ра́да — колишній орган місцевого самоврядування в Дубенському районі Рівненської області. Адміністративний центр — село Рачин.

## Загальні відомості
- Рачинська сільська рада утворена в 1949 році.
- Територія ради: 35,107 км²
- Населення ради: 1 803 особи (станом на 2001 рік)

## Населені пункти
Сільській раді підпорядковані населені пункти:
- с. Рачин

## Склад ради
Рада складається з 14 депутатів та голови.

### Керівний склад попередніх скликань
| Прізвище, ім'я, по батькові      | Основні відомості                                                               | Дата обрання | Дата звільнення |
| -------------------------------- | ------------------------------------------------------------------------------- | ------------ | --------------- |
| Білоус Віктор Іванович           | Сільський голова, 1961 року народження, освіта середня спеціальна, безпартійний | 26.03.2006   | 31.10.2010      |
| Білоус Віктор Іванович           | Сільський голова, 1961 року народження, освіта середня спеціальна, безпартійний | 31.10.2010   | 25.12.2014      |
| Кривичун Олександр Олександрович | Сільський голова, 1974 року народження, освіта вища                             | 25.10.2015   |                 |

Примітка: таблиця складена за даними сайту Верховної Ради України